# Окдай, Ахмед Тевфик
Ахмед Тевфик Окдай (тур. Ahmed Tevfik Okday, 1845—1936), также известный как Ахмед Тевфик-паша — последний Великий визирь Османской империи.

## Биография
Ахмед Тевфик родился 11 февраля 1845 года в Стамбуле. Он был сыном кавалерийского генерала Исмаила Хаккы-паши и Гюльшинас Бану — оба выходцы из высокопоставленных крымскотатарских родов, в том числе Гиреев.
В 1865 году стал лейтенантом, служил переводчиком в Высокой Порте. С 1868 по 1875 годы работал 2-м секретарём посольств в Риме, Вене и Берлине. В 1875 году стал 1-м секретарём посольства в Афинах. В 1872 году он также был послом в Берлине и Афинах.
После младотурецкой революции 1908 года Ахмед Тевфик стал депутатом парламента.

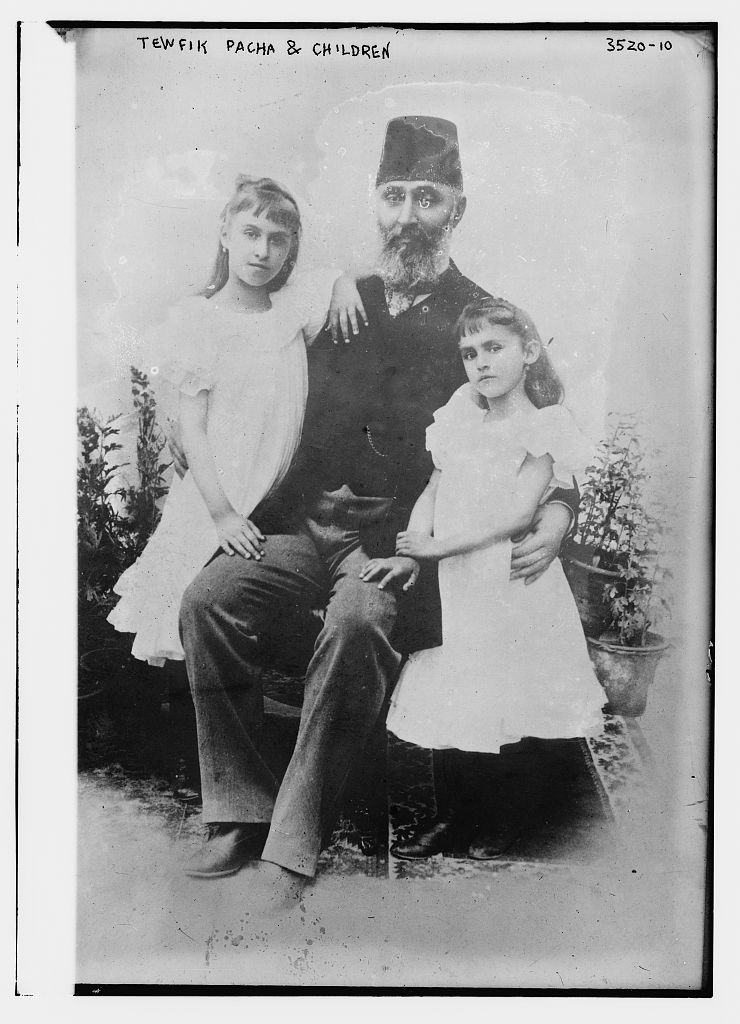
Ахмед Тевфик-паша со своими дочерьми.

Когда в результате событий 1909 года правительство было отправлено в отставку, султан Абдул-Хамид II назначил Ахмеда Тевфика великим визирем. После ликвидации путча и смещения султана Ахмед Тевфик тоже лишился поста великого визиря и был отправлен послом в Лондон. Тем не менее, так как он не был в фаворе у партии «Единение и прогресс», ему пришлось уйти в отставку.
После поражения Османской империи в Первой мировой войне Ахмед Тевфик был главой турецкой делегации на Парижской мирной конференции 1919 года. 21 октября 1920 года он в последний раз стал великим визирем и оставался на этом посту до ликвидации султаната в 1922 году.
Когда в 1934 году в рамках реформ Ататюрка турки получали фамилии, Ахмед Тевфик взял себе фамилию «Окдай». Ахмед Тевфик Окдай скончался 8 октября 1936 года в Стамбуле.